# Philip Verdon
Philip Verdon, född 22 februari 1886 i Brixton, död 18 juni 1960 i Nairobi, var en brittisk roddare.
Verdon blev olympisk silvermedaljör i tvåa utan styrman vid sommarspelen 1908 i London.